# Ε-Perseids
Els ε-Perseids o Perseids de setembre són una pluja de meteors menor que té lloc entre el 5 i el 21 de setembre amb un pic màxim el 9 de setembre. El radian es troba en els límits de la constel·lació de Perseu. Presenta una taxa horària zenital de 5 i la velocitat dels meteors arriba als 64 km/s.